# Les Mystères de l'amour
Les Vacances de l'amour
Les Mystères de l'amour est une série télévisée française créée par Jean-François Porry et diffusée depuis le 12 février 2011 à 20h sur TMC.
Il s'agit de la troisième série dérivée d'Hélène et les Garçons, dont elle reprend plusieurs personnages, après Le Miracle de l'amour et Les Vacances de l'amour.
La série met en scène le même groupe d'amis que dans les trois précédentes séries. L'histoire se déroule à Paris, lieu où se déroulaient les premières intrigues de la série originale de la franchise, Hélène et les Garçons. La première saison s'ouvre sur des événements qui se déroulent environ six ans après le dernier épisode de la série Les Vacances de l'amour. Pendant cette ellipse, les protagonistes ont quitté l'île fictive de Love Island sur laquelle ils vivaient depuis plusieurs années et sont revenus s'installer en France.

## Synopsis
Les années ont passé depuis l'époque de la cafét' et du garage. Nicolas est devenu photographe. Il vit dans une péniche amarrée au bord de la Seine et il a une relation avec Ingrid, gérante d'un bar à hôtesses. Bénédicte et José ont pris la gérance d'un restaurant sur l'île de la Jatte. Après le départ de Johanna pour le Texas, Christian a rejoint ses amis de toujours. Il poursuit son rêve de devenir une star de la musique, soutenu par Angèle, sa jeune fiancée. Olga est devenue la meilleure amie de Bénédicte. Quant à Jeanne, tous la croient morte dans un terrible accident d'avion. Et seul Nicolas sait ce qu'est devenue Hélène… Expériences professionnelles, rencontres, séparations, intrigues policières : la vie de cette inséparable bande de copains s'avère riche en péripéties.

## Production
Le 12 février 2011, le premier épisode a été diffusé sur TMC. Les 26 épisodes constituant la saison 1 ont été diffusés jusqu'au 7 mai 2011. La saison 2 a été diffusée entre le 5 novembre 2011 et le 24 mars 2012. À la suite du succès de la série, la chaîne annonce huit nouveaux épisodes diffusés dès le 26 mai 2012.
La saison 3 débute le 13 octobre 2012.
Le tournage de la saison 4 a commencé le mardi 15 janvier 2013 en région parisienne pour 26 épisodes et la diffusion a débuté le dimanche 17 février 2013. Lors de la diffusion du premier épisode de la saison, la série a enregistré un record d'audience (653 000 téléspectateurs ont regardé cet épisode, soit 2,5 % du public), confirmant le fait que la série est appréciée du public.
Jean-Luc Azoulay a annoncé en février lors du Festival de Luchon 2013 que TMC a commandé la saison 5 en même temps que la saison 4. La saison 5 est diffusée sur TMC en 2013.
TMC a commandé également la saison 6 en juin 2013. Carole Dechantre l'officialise lors d'une interview sur RTS La Première dans l'émission Vertigo.
La cinquième saison, qui a démarré le 19 octobre 2013 et s'est terminée le 26 janvier 2014, signe un nouveau record d'audience historique puisque le deuxième épisode diffusé le lendemain a rassemblé 710 000 téléspectateurs. La série est diffusée désormais le samedi soir et le dimanche soir.
Le 3 novembre 2013, la série signe encore un nouveau record d'audience puisque le sixième épisode a rassemblé 774 000 téléspectateurs.
Le 17 novembre 2013, la série réalise, pour la troisième fois depuis le début de la saison 5, un nouveau record d'audience avec le dixième épisode de cette saison qui rassemblera 809 000 téléspectateurs.
La saison 6 a été diffusée du 23 mars 2014 au 13 juillet 2014.
La saison 7 est diffusée à partir du 31 août 2014 sur TMC.
La chaîne TMC a proposé un prime-time sur le mariage d'Hélène avec Nadège Lacroix, Leila Ben Khalifa et Christophe Beaugrand.
Le 16 novembre 2014, avec la diffusion du 23e épisode de la saison 7, la série réalise un nouveau record d'audience en réunissant 816 000 téléspectateurs.
Le 30 novembre 2014, avec la diffusion du dernier épisode de la saison 7 (Vérités explosives), la série réalise un nouveau record d'audience en réunissant 820 000 téléspectateurs.
Le dimanche 14 décembre 2014, pour la première fois, un épisode de 90 minutes est programmé en prime-time[réf. souhaitée] (Amour, fantômes et mariage). Cet épisode spécial est suivi d'un documentaire de 90 minutes retraçant les 20 ans de la franchise Hélène et les garçons[réf. souhaitée].
Le 23 juin 2015, TMC et JLA Productions ont signé les saisons 11 et 12[pertinence contestée].
Cette saison 13 débute le dimanche 28 août 2016 à 19h50 sur TMC.
Le 6 novembre 2016, avec la diffusion du 21e épisode de la saison 13 (Plus dure sera la chute), la série réalise un nouveau record d'audience en réunissant 922 000 téléspectateurs, soit 3,6 % du public.
Le 11 décembre 2016, pour la seconde fois, trois épisodes de 45 minutes, seront programmés en prime-time. Avec cette diffusion du 5e épisode (Arrivée à Love Island), 6e épisode (Dangers à Love Island) et du 7e épisode (Mariages et retrouvailles) de la saison 14, la série réalise un nouveau record d'audience en dépassant le million de téléspectateurs pour chaque épisode de ce prime time : 1 022 000 téléspectateurs pour Arrivée à Love Island, 1 086 000 téléspectateurs pour Dangers à Love Island et enfin 1 005 000 téléspectateurs pour Mariages et retrouvailles.
Fin juin 2017, une saison 16 est officialisée avec des photos du tournage du nouveau générique postées par les acteurs[réf. nécessaire].
Le 17 décembre 2017, pour la troisième fois, seront diffusés deux épisodes spéciaux baptisés Les Mystères de Noël dont le tournage a débuté le 27 novembre 2017 dans les Alpes[pertinence contestée].
Le 18 novembre 2017, lors d'une interview accordée au site Toutelatele.com, Carole Dechantre (Ingrid), a confirmé le tournage prochain d'une dix-septième saison.
Le tournage de la dix-huitième saison de la série débutera le 2 mai 2018 à Cergy, pour une diffusion prévue à partir du 26 mai 2018 sur TMC[réf. souhaitée].
S'ensuivront les saisons 19 puis 20 (dont cette dernière est diffusée depuis le 23 mars 2019).
Le 6 avril 2019, lors d'une interview accordée au festival Cannes Séries, Jean-Luc Azoulay a annoncé que beaucoup d'événements se dérouleront dans la Saison 21, ce qui confirme donc l'arrivée prochaine de celle-ci.
Le 29 septembre 2019, pour la quatrième fois, seront diffusés deux épisodes spéciaux centrés autour du mariage de Christian et Fanny[pertinence contestée]. À l'occasion, de nombreux personnages font leur grand retour[réf. souhaitée].
Une saison 23 est actée. Malgré la pandémie de Coronavirus, Jean-Luc Azoulay redémarre le tournage de celle-ci dès la levée du confinement, à savoir dès le 13 mai (pour une diffusion à partir du 31 mai). Tous les comédiens sont testés et la majorité des tournages se déroulent en extérieur. Le 20 h de TF1 réalisera un reportage, car c'est le premier tournage à reprendre.

## Développement
Au mois de mars 2010, le directeur général de JLA Productions Jean-Luc Azoulay annonce le tournage prochain de nouveaux épisodes faisant suite à la série Les Vacances de l'amour diffusée sur TF1 de 1996 à 2004. Dans un premier temps, ces nouveaux épisodes semblent être destinés à une diffusion sur la chaîne régionale d'Île-de-France IDF1. Le début du tournage est annoncé pour le mois de juin 2010 sans que l'on ne sache les noms des comédiens ayant accepté de reprendre leur rôle[réf. nécessaire]. Dès le mois d'avril 2010 cependant, la presse annonce la participation de Patrick Puydebat, Philippe Vasseur et Laure Guibert,.
Le 8 septembre 2010, la directrice générale de TMC Caroline Got annonce à l'AFP la programmation d'une nouvelle série intitulée Les Mystères de l'amour au cours de la saison 2010-2011. L'annonce précise qu'il s'agira de la suite de la série Les Vacances de l'amour. Il s'agit alors de la première série de fiction française produite pour une chaîne de la TNT. De même, le format adopté pour la série est inédit pour une production française, calqué sur les séries américaines, avec une saison de 26 épisodes de 45 minutes chacun[réf. nécessaire].
Trois mois plus tard, la chaîne TMC et la société de production organisent à Paris une conférence de presse pour présenter officiellement la série. Sébastien Roch, Laly Meignan, Isabelle Bouysse et Tom Schacht rejoignent le casting, tout comme Hélène Rollès qui a finalement accepté de reprendre le rôle qui l'avait rendue célèbre en 1992. Quatre autres comédiens viennent compléter la distribution principale : Coralie Caulier, Macha Polikarpova, Lakshantha Abenayake et Carole Dechantre.
Au vu des bons résultats d'audience (400 000 téléspectateurs en moyenne), des négociations entre le diffuseur et la production sont entamées dès la fin du mois de mars 2011. La saison 2 est officiellement annoncée lors du Festival de télévision de Monte-Carlo à Monaco, en juin 2011, avec la présence de Hélène Rollès, Patrick Puydebat, Laure Guibert, Philippe Vasseur, Carole Dechantre, Coralie Caulier et Lakshan Abenayake. Des modifications aux intrigues sont par ailleurs annoncées[réf. souhaitée] dans le but de correspondre davantage aux souhaits des téléspectateurs[réf. souhaitée].
Le 10 octobre 2011, TMC invite les journalistes à une conférence de presse afin de présenter la saison 2 de la série. La diffusion débute le 5 novembre 2011 et se termine le 24 mars 2012. Le premier épisode accuse un recul d'audience par rapport à l'année précédente mais la série est cependant reconduite.
Le 5 mars 2012, Jean-Luc Azoulay confirme la saison 3.
Le 4 août 2012, Patrick Puydebat annonce le retour de Manuela Lopez et Annette Schreiber et le 11 novembre 2012 on apprend que cette dernière ainsi que Sébastien Courivaud et Camille Raymond seront présents pour l'épisode du mariage de Bénédicte et de José. Finalement, les participations de Manuela Lopez et de Camille Raymond seront annulées. Cette dernière étant enceinte et contrainte au repos. Cette saison, est diffusée en deux temps : tout d'abord les 9 premiers épisodes sont diffusés entre le 19 juin et le 7 juillet 2012, et le reste de la saison est programmé ensuite entre le 13 octobre 2012 et le 10 février 2013. La série est désormais diffusée le dimanche. Le premier épisode de la saison réalise par ailleurs une audience supérieure au lancement de la saison précédente.

## Acteurs

### Acteurs principaux
| Légende | Le rôle de l'acteur est principal | Le rôle de l'acteur est récurrent | Le rôle de l'acteur est invités | L'acteur est crédité au générique mais est absent dans la série | Départ de l'acteur au cours de la saison | L'acteur obtient le statut de personnage principal au cours de la saison |

| Acteur            | Personnage        | Saison | Saison | Saison | Saison | Saison | Saison | Saison | Saison | Saison | Saison | Saison | Saison | Saison | Saison | Saison | Saison | Saison | Saison | Saison | Saison | Saison | Saison | Saison | Saison | Saison | Saison | Saison | Saison | Saison | Saison | Saison | Saison | Saison | Saison | Saison |
| Acteur            | Personnage        | 1      | 2      | 3      | 4      | 5      | 6      | 7      | 8      | 9      | 10     | 11     | 12     | 13     | 14     | 15     | 16     | 17     | 18     | 19     | 20     | 21     | 22     | 23     | 24     | 25     | 26     | 27     | 28     | 29     | 30     | 31     | 32     | 33     | 34     | 35     |
| ----------------- | ----------------- | ------ | ------ | ------ | ------ | ------ | ------ | ------ | ------ | ------ | ------ | ------ | ------ | ------ | ------ | ------ | ------ | ------ | ------ | ------ | ------ | ------ | ------ | ------ | ------ | ------ | ------ | ------ | ------ | ------ | ------ | ------ | ------ | ------ | ------ | ------ |
| Hélène Rollès     | Hélène Girard     |        |        |        |        |        |        |        |        |        |        |        |        |        |        |        |        |        |        |        |        |        |        |        |        |        |        |        |        |        |        |        |        |        |        |        |
| Patrick Puydebat  | Nicolas Vernier   |        |        |        |        |        |        |        |        |        |        |        |        |        |        |        |        |        |        |        |        |        |        |        |        |        |        |        |        |        |        |        |        |        |        |        |
| Elsa Esnoult      | Fanny Greyson     |        |        |        |        |        |        |        |        |        |        |        |        |        |        |        |        |        |        |        |        |        |        |        |        |        |        |        |        |        |        |        |        |        |        |        |
| Sébastien Roch    | Christian Roquier |        |        |        |        |        |        |        |        |        |        |        |        |        |        |        |        |        |        |        |        |        |        |        |        |        |        |        |        |        |        |        |        |        |        |        |
| Laly Meignan      | Laly Polleï       |        |        |        |        |        |        |        |        |        |        |        |        |        |        |        |        |        |        |        |        |        |        |        |        |        |        |        |        |        |        |        |        |        |        |        |
| David Proux       | Étienne           |        |        |        |        |        |        |        |        |        |        |        |        |        |        |        |        |        |        |        |        |        |        |        |        |        |        |        |        |        |        |        |        |        |        |        |
| Laure Guibert     | Bénédicte Breton  |        |        |        |        |        |        |        |        |        |        |        |        |        |        |        |        |        |        |        |        |        |        |        |        |        |        |        |        |        |        |        |        |        |        |        |
| Tom Schacht       | Jimmy Werner      |        |        |        |        |        |        |        |        |        |        |        |        |        |        |        |        |        |        |        |        |        |        |        |        |        |        |        |        |        |        |        |        |        |        |        |
| Isabelle Bouysse  | Jeanne Garnier    |        |        |        |        |        |        |        |        |        |        |        |        |        |        |        |        |        |        |        |        |        |        |        |        |        |        |        |        |        |        |        |        |        |        |        |
| Cathy Andrieu     | Cathy Da Silva    |        |        |        |        |        |        |        |        |        |        |        |        |        |        |        |        |        |        |        |        |        |        |        |        |        |        |        |        |        |        |        |        |        |        |        |
| Carole Dechantre  | Ingrid Soustal    |        |        |        |        |        |        |        |        |        |        |        |        |        |        |        |        |        |        |        |        |        |        |        |        |        |        |        |        |        |        |        |        |        |        |        |
| Macha Polikarpova | Olga Poliarva     |        |        |        |        |        |        |        |        |        |        |        |        |        |        |        |        |        |        |        |        |        |        |        |        |        |        |        |        |        |        |        |        |        |        |        |
| Lakshan Abenayake | Rudy Ayake        |        |        |        |        |        |        |        |        |        |        |        |        |        |        |        |        |        |        |        |        |        |        |        |        |        |        |        |        |        |        |        |        |        |        |        |

#### Anciens
| Acteur                     | Personnage                  | Saison | Saison | Saison | Saison | Saison | Saison | Saison | Saison | Saison | Saison | Saison | Saison | Saison | Saison | Saison | Saison | Saison | Saison | Saison | Saison | Saison | Saison | Saison | Saison | Saison | Saison | Saison | Saison | Saison | Saison | Saison | Saison | Saison | Saison | Saison |
| Acteur                     | Personnage                  | 1      | 2      | 3      | 4      | 5      | 6      | 7      | 8      | 9      | 10     | 11     | 12     | 13     | 14     | 15     | 16     | 17     | 18     | 19     | 20     | 21     | 22     | 23     | 24     | 25     | 26     | 27     | 28     | 29     | 30     | 31     | 32     | 33     | 34     | 35     |
| -------------------------- | --------------------------- | ------ | ------ | ------ | ------ | ------ | ------ | ------ | ------ | ------ | ------ | ------ | ------ | ------ | ------ | ------ | ------ | ------ | ------ | ------ | ------ | ------ | ------ | ------ | ------ | ------ | ------ | ------ | ------ | ------ | ------ | ------ | ------ | ------ | ------ | ------ |
| Philippe Vasseur           | José Da Silva               |        |        |        |        |        |        |        |        |        |        |        |        |        |        |        |        |        |        |        |        |        |        |        |        |        |        |        |        |        |        |        |        |        |        |        |
| Angèle Vivier              | Aurélie Breton              |        |        |        |        |        |        |        |        |        |        |        |        |        |        |        |        |        |        |        |        |        |        |        |        |        |        |        |        |        |        |        |        |        |        |        |
| Richard Pigois             | John Greyson                |        |        |        |        |        |        |        |        |        |        |        |        |        |        |        |        |        |        |        |        |        |        |        |        |        |        |        |        |        |        |        |        |        |        |        |
| Marjorie Bourgeois         | Stéphanie Dorville          |        |        |        |        |        |        |        |        |        |        |        |        |        |        |        |        |        |        |        |        |        |        |        |        |        |        |        |        |        |        |        |        |        |        |        |
| Marion Huguenin            | Chloé Girard                |        |        |        |        |        |        |        |        |        |        |        |        |        |        |        |        |        |        |        |        |        |        |        |        |        |        |        |        |        |        |        |        |        |        |        |
| Jean-Luc Voyeux            | Claude Guéant               |        |        |        |        |        |        |        |        |        |        |        |        |        |        |        |        |        |        |        |        |        |        |        |        |        |        |        |        |        |        |        |        |        |        |        |
| Jean-Baptiste Sagory       | Sylvain Pottier             |        |        |        |        |        |        |        |        |        |        |        |        |        |        |        |        |        |        |        |        |        |        |        |        |        |        |        |        |        |        |        |        |        |        |        |
| Benoît Dubois              | Victor Sanchez              |        |        |        |        |        |        |        |        |        |        |        |        |        |        |        |        |        |        |        |        |        |        |        |        |        |        |        |        |        |        |        |        |        |        |        |
| Elliot Delage              | Julien Da Silva             |        |        |        |        |        |        |        |        |        |        |        |        |        |        |        |        |        |        |        |        |        |        |        |        |        |        |        |        |        |        |        |        |        |        |        |
| Julie Chevallier           | Béatrice Guttolescu         |        |        |        |        |        |        |        |        |        |        |        |        |        |        |        |        |        |        |        |        |        |        |        |        |        |        |        |        |        |        |        |        |        |        |        |
| Frank Delay                | Pierre Roussell             |        |        |        |        |        |        |        |        |        |        |        |        |        |        |        |        |        |        |        |        |        |        |        |        |        |        |        |        |        |        |        |        |        |        |        |
| Charlène François          | Sophie Grangier             |        |        |        |        |        |        |        |        |        |        |        |        |        |        |        |        |        |        |        |        |        |        |        |        |        |        |        |        |        |        |        |        |        |        |        |
| Hélène Renard              | Alex Pottier                |        |        |        |        |        |        |        |        |        |        |        |        |        |        |        |        |        |        |        |        |        |        |        |        |        |        |        |        |        |        |        |        |        |        |        |
| Benjamin Cotte             | Nicky McAllister Vernier #2 |        |        |        |        |        |        |        |        |        |        |        |        |        |        |        |        |        |        |        |        |        |        |        |        |        |        |        |        |        |        |        |        |        |        |        |
| Guillaume Gronnier Henouil | Stephen/Guillaume Carrat    |        |        |        |        |        |        |        |        |        |        |        |        |        |        |        |        |        |        |        |        |        |        |        |        |        |        |        |        |        |        |        |        |        |        |        |
| Rochelle Redfield          | Johanna McCormick           |        |        |        |        |        |        |        |        |        |        |        |        |        |        |        |        |        |        |        |        |        |        |        |        |        |        |        |        |        |        |        |        |        |        |        |
| Mathilda Delecroix Denquin | Élise Bollet                |        |        |        |        |        |        |        |        |        |        |        |        |        |        |        |        |        |        |        |        |        |        |        |        |        |        |        |        |        |        |        |        |        |        |        |
| Mallaury Nataf             | Lola Garnier                |        |        |        |        |        |        |        |        |        |        |        |        |        |        |        |        |        |        |        |        |        |        |        |        |        |        |        |        |        |        |        |        |        |        |        |
| Stéphane Sacre             | Samuel                      |        |        |        |        |        |        |        |        |        |        |        |        |        |        |        |        |        |        |        |        |        |        |        |        |        |        |        |        |        |        |        |        |        |        |        |
| Serge Gisquière            | Peter Watson                |        |        |        |        |        |        |        |        |        |        |        |        |        |        |        |        |        |        |        |        |        |        |        |        |        |        |        |        |        |        |        |        |        |        |        |
| Magali Semetys             | Marie Dumont                |        |        |        |        |        |        |        |        |        |        |        |        |        |        |        |        |        |        |        |        |        |        |        |        |        |        |        |        |        |        |        |        |        |        |        |
| Audrey Moore               | Audrey McAllister           |        |        |        |        |        |        |        |        |        |        |        |        |        |        |        |        |        |        |        |        |        |        |        |        |        |        |        |        |        |        |        |        |        |        |        |
| Manon Schraen              | Léa Werner #3               |        |        |        |        |        |        |        |        |        |        |        |        |        |        |        |        |        |        |        |        |        |        |        |        |        |        |        |        |        |        |        |        |        |        |        |
| Tony Mazari                | Hugo Sanchez                |        |        |        |        |        |        |        |        |        |        |        |        |        |        |        |        |        |        |        |        |        |        |        |        |        |        |        |        |        |        |        |        |        |        |        |
| Allan Duboux               | Éric Fava                   |        |        |        |        |        |        |        |        |        |        |        |        |        |        |        |        |        |        |        |        |        |        |        |        |        |        |        |        |        |        |        |        |        |        |        |
| Valentin Byls              | Nicky McAllister Vernier    |        |        |        |        |        |        |        |        |        |        |        |        |        |        |        |        |        |        |        |        |        |        |        |        |        |        |        |        |        |        |        |        |        |        |        |
| Blanche Alcy               | Lou Blanchet                |        |        |        |        |        |        |        |        |        |        |        |        |        |        |        |        |        |        |        |        |        |        |        |        |        |        |        |        |        |        |        |        |        |        |        |
| Ambre Rochard              | Mélanie Gutteau             |        |        |        |        |        |        |        |        |        |        |        |        |        |        |        |        |        |        |        |        |        |        |        |        |        |        |        |        |        |        |        |        |        |        |        |
| Frédéric Attard            | Anthony Maugendre           |        |        |        |        |        |        |        |        |        |        |        |        |        |        |        |        |        |        |        |        |        |        |        |        |        |        |        |        |        |        |        |        |        |        |        |
| Fabrice Josso              | Étienne Varlier             |        |        |        |        |        |        |        |        |        |        |        |        |        |        |        |        |        |        |        |        |        |        |        |        |        |        |        |        |        |        |        |        |        |        |        |
| Xavier Delarue             | Antoine/Bruno Valès         |        |        |        |        |        |        |        |        |        |        |        |        |        |        |        |        |        |        |        |        |        |        |        |        |        |        |        |        |        |        |        |        |        |        |        |
| Ève Peyrieux               | Ève Watson                  |        |        |        |        |        |        |        |        |        |        |        |        |        |        |        |        |        |        |        |        |        |        |        |        |        |        |        |        |        |        |        |        |        |        |        |
| Maéva El Aroussi           | Gwen Watson                 |        |        |        |        |        |        |        |        |        |        |        |        |        |        |        |        |        |        |        |        |        |        |        |        |        |        |        |        |        |        |        |        |        |        |        |
| Manuela Lopez              | Manuela Roquier             |        |        |        |        |        |        |        |        |        |        |        |        |        |        |        |        |        |        |        |        |        |        |        |        |        |        |        |        |        |        |        |        |        |        |        |
| Sophie Gemin               | Clémence Dubois             |        |        |        |        |        |        |        |        |        |        |        |        |        |        |        |        |        |        |        |        |        |        |        |        |        |        |        |        |        |        |        |        |        |        |        |
| Michel Robbe               | Jean-Paul Lambert           |        |        |        |        |        |        |        |        |        |        |        |        |        |        |        |        |        |        |        |        |        |        |        |        |        |        |        |        |        |        |        |        |        |        |        |
| Moise Crespy               | Dr Bob Blake                |        |        |        |        |        |        |        |        |        |        |        |        |        |        |        |        |        |        |        |        |        |        |        |        |        |        |        |        |        |        |        |        |        |        |        |
| Coralie Caulier            | Angèle Dumont               |        |        |        |        |        |        |        |        |        |        |        |        |        |        |        |        |        |        |        |        |        |        |        |        |        |        |        |        |        |        |        |        |        |        |        |
| Miglé Rim                  | Valentina Watson-Douchkala  |        |        |        |        |        |        |        |        |        |        |        |        |        |        |        |        |        |        |        |        |        |        |        |        |        |        |        |        |        |        |        |        |        |        |        |
| Sowan Laube                | Erwan Watson                |        |        |        |        |        |        |        |        |        |        |        |        |        |        |        |        |        |        |        |        |        |        |        |        |        |        |        |        |        |        |        |        |        |        |        |
| Legrand Bemba-Debert       | Dr Dylan Blake              |        |        |        |        |        |        |        |        |        |        |        |        |        |        |        |        |        |        |        |        |        |        |        |        |        |        |        |        |        |        |        |        |        |        |        |
| Ambroise Di Maggio         | Diego de Carvalho           |        |        |        |        |        |        |        |        |        |        |        |        |        |        |        |        |        |        |        |        |        |        |        |        |        |        |        |        |        |        |        |        |        |        |        |

### Acteurs récurrents

#### Actuels
- Gary Jarny : Jean-Nicolas saison 35/36)

- Roméo Rocheteau : Tobias, le gendarme qui arrête Jeanne et Pierre en voiture (saison 35)

- Alexis Vandendaelen : Le soupirant de Magda (saison 35[33])
- Candice Gavalon : Candice (saisons 7 et 35)
- Marie Devaud : Daisy (saison 35)
- Antoine Ody : Basile (saison 35)
- Lucas Martinelli : Agresseur de Pierre #1 (saison 35)
- Arnaud Pierre Lucas : Agresseur de Pierre #2 (saison 35)

- Jade Mars : Jamila, sœur de Terminator (saison 35)

- Armand Leroy : Léo Grangier #2 (saison 35)

- Ismaël Isma : Terminator, frère de Jamila (saison 35)
- Thomas Bergès : Une connaissance d'Aurélie et Victor, dans un camping en vacances (saison 35)

- Ulysse Combasson : Un livreur du colis piéger (saison 35)

- Yvan Kereun : Adrian, le zoologiste (saison 35)

- Lyudmila Nesterova : Jessica, l'infirmière amante du docteur Dumont (saison 34)

- Raphaël Trapani : Le compagnon violent de Fiona (saison 35)

- Cédric Vallet : Bruno (saison 34)

- Fabienne Thiebault : Germaine Chollet (saison 34)
- Lisa Roux : Thalie, sœur de Pierre (saison 34)

- Popi Leva : Magda (saison 34)
- Romain Brethau : Un lieutenant de police (saison 34)

- Jean-Raoul Lacote : Le docteur Meyer (saison 34)

- Steve Lhommel : Monsieur Van Goolens (saison 34)

- Charlotte Agrès : La fille de Dany Le Boucher (saison 34)

- Antoine Goretti : L'homme qui danse avec Fanny en boîte de nuit (saison 34)

- Bambou Leblanc : Standardiste à la fondation du Dr Higgins (saison 34)

- Vincent Pietton : Dany Le Boucher (saison 34)

- Romain Baele : Attila (saison 34)

- Anne-Flore Roublique : Adeline, la nouvel chanteuse de Christian (saison 34)
- Adrien Daquin : Un policier devant chez Dany Le Boucher (saison 34)
- Nastia Bagaeva : Marine (saison 34)
- Marie Reignier : Camélia (saison 34)
- Chris Zastera : Max (saison 34)
- Marc Simon : rôle inconnu (saison 34)
- Alexandre Cordier : Clovis (saisons 32 à 34)
- Fiona Deshayes : Fiona Delarue (depuis la saison 33)
- John Makabi : Jonathan, le compositeur de Fanny (depuis la saison 33)
- Alexandre Majetniak : Kurt (saison 33)
- Jean Poulet Chays : Firmin (saison 34)
- Éric Soubelet : Agénor (saison 34)

- Eric Soriano : Norbert Vandereck (saison 34)
- Kévin Duforest : Gardien de prison de l'administration pénitentiaire (saison 31)
- Jean-Nicolas Tirlo : Technical director (Montage), JLA Productions (saisons 30 et 31)
- Ali Ismaël Djefafla : Vigile, Sécurité incendie 1 Studio 107 (saisons 30 et 31)
- Mathilde Friboulet : La policière (saisons 30 et 31) (saisons 30 et 31)
- Valentin Madani : Le barman  (saisons 30 et 31)
- Amédéo Cazzella : Fabien Goussard  (saisons 30 et 31)
- Christophe Dupuis : Vigile, garde de sécurité de Sandra Wolf  (saisons 30 et 31)
- Eva Bauer : Eva, Fan de Fanny  (saisons 30 et 31)
- Richard Darancy : Vigile, garde de sécurité de Sandra Wolf (saisons 30 et 31)
- Romane Philiponeau : Fan de Fanny (saison 30)
- Michel Brugier : Michel Lomeau, l'opérateur d'Info France et cadreur du clip de Fanny (saisons 28 et depuis la saison 30)
- Jamel El Gharbi : Sergei (saisons 10, 28 et 29)
- Patrick Hamel : Gunther/Brian, le comapagnon de Sandra Wolfe (saisons 3, 30 et 31)
- Éric Pfaff : René (depuis la saison 31)
- Mickaël Moustache : Gus (depuis la saison 31)
- Jérémie Milsztein : Un policier (depuis la saison 31)
- Camille-François Nicol : Camille, le réalisateur du clip de Fanny (depuis la saison 31)
- Paul Arvenne : Charles Cailleux, l'avocat de Fanny et Christian (depuis la saison 31)
- Nathalie Danbela : Vanessa Maleek (depuis la saison 31)
- Valentin Pradier : Louison, garde du corps de Vanessa Maleek (depuis la saison 31)
- Stéphane Meziani : Rachid (saisons 31 et 35)
- Sylvain Ribot : Surveillant de prison  (saisons 20 et 31)
- Sylvain Vanstaevel Jojo, co-détenu de Christian (depuis la saison 31)
- Éléonore Blot : Stagiaire du studio ou Fanny enregistre (depuis la saison 31)
- Jean Rigal : Antonio, Un trafiquant de drogue et mari de Carmella (depuis la saison 31)
- Diane Martin : Julie, la maquilleuse de Fanny (depuis la saison 31)
- Romain Emon : Docteur Fabrice Dumont (depuis la saison 25)
- Bruno Le Millin : Roger Girard (saisons 3 à 6, 8, 13 à 14,21,24, 25, 26, 27 et 30)
- Magalie Madison : Annette Lampion (saisons 3 à 5, 8, 13 à 14 et 21, 25, 26 et 27)
- Camille Raymond : Justine Girard (saisons 5, 11, 21 et 27)
- Bernard Minet : Bernard Minet (saisons 6 à 8 et 27)
- Rémy Sarrazin : Rémy (saisons 4, 18 et 27)
- Éric Bouad : Éric (saison 27)
- Terry Shane : Arielle, la mère adoptive de Fanny (depuis la saison 27)
- Serge Gisquière : Peter Watson (saisons 3 à 24, saisons 27 et 33)
- Audrey Moore : Audrey McAllister  (saisons 5 à 13, 16 à 20, 24 à 26 et 28)
- Marion Huguenin : Chloé Girard (saisons 3 à 17, 21 et 22, 27 et 28)
- Sévy Villette : Ange, la mère de Lou (depuis la saison 26)
- Mathieu Lestrade : Le capitaine, François Clément (depuis la saison 23)
- Guillaume Gronnier-Henouil : Stephen/Guillaume Carrat (saisons 20 à 21 et 24 à 27)
- Sandrine Sengier : Tania Milot, ancienne co-détenue d'Ingrid (saisons 16 à 17 et 20 à 22 et depuis la saison 25)[34]
- Virginie Théron : Gabriela Matei/Polleï (saisons 7 à 10 et depuis la saison 26)
- Olivier Valverde : Alban, le nouveau chéri de Bénédicte (depuis la saison 29)
- Matthieu Malmezac : Philippe (saisons 21, 30 et 31)
- Sylvain Chiavaccini : Fredo (saisons 23, 25, 31, 32 et 34)
- Clément Gaucher : Le lieutenant de police, Lestonaize (saisons 30 et 31)
- Magali Mosquera : Carmella (saisons 30 et 31)
- Bradley Cole : Brad Hallway (depuis la saison 29)
- Vincent Boucher : Léo Grangier, fils d'Yves (depuis la saison 30)
- Jérôme Thevenet : Yves Grangier, frère de Jeanne (depuis la saison 30)
- Valentine Kipp : Joyce, la copine d'Elise (saison 29)
- Claire Thomas : Mégane (depuis la saison 29)
- Preston Sullivan : Preston, l'ingénieur du studio son de Nashville (saisons 17 et 30)
- Emmanuel Guez : Grégoire Uzan (saisons 28 et 29)
- Karine Ventalon : Emeraude (saison 30)
- Benjamin Clery : Grégoire (saison 30)
- Franck Narbo : Michel (saison 30)
- Grégory Dupont : Secte de Nashville (saison 29)
- Etienne Tilmant : Secte de Nashville (saison 29)
- Richard Lornac : Bob (saison 30)
- Bertrand Lacherie : Le Capitaine de Police, Gael Royer (saison 30)
- Sandra Lou : Sandra Wolfe, la chroniqueuse (saison 30)
- Dylan Ciszewski : David, membre de la secte de Jordan (saison 16) et l'ex de Charlène (saison 17) (saisons 16 et 17)
- Faustine Chopin : Astrid (saison 22)
- Alexandra Salle : Astrid (saison 29)
- Jonathan Louis : Homme de main de Dominique (saison 29)
- Valentine Goujon : Alizée (saison 29)
- Frédéric François : Frédéric (saison 29)
- Eloise Le Baud : Amazone (saison 30)
- Valentine Lescure : Amazone (saisons 30 et 31)
- Anaïs Pomeline : Infirmière (saison 30)
- Mathéo Capelli : Gaby (saison 30)
- Ludovic Locoche : Propriétaire de l'ancienne maison des parents de Jeanne (saison 30)

#### Anciens
- Sarah Gozzi / Sarah la copine de Nicky (saison 33)
- Ophir Azoulay : Ravisseur Gang Portugais (saison 27)
- Harry-Jocelyn Baltus : Dr. Cartier (saison 27)
- Angélique Meyns : Morgane, l'ex-petite amie de Lou (saison 27)
- Kamel Fenzi : Ralph Lando, ami de Brad Holloway (saison 27)
- Clarisse Lhoni-Botte : Angelica, secrétaire de Grégoire Uzan (saison 27)
- Medhi Fieffé : Ravisseur Gang Portugais (saison 27)
- Anton Barbosa : Leandro (saison 27)
- Lionel Correcher : Darrio (saison 27)
- Laetitia Fourcade La commandante de police, Laeti et amie de Guéant (saison 27)
- Pierrick Dupy : Patrice Bollet, mari d'Élise (saison 24)
- Xavier Delarue : Antoine/Bruno Valès (saisons 14 à 16 et 18 à 27)
- Jérôme Mignon :	Damien (depuis la saison 26)
- Annaëlle Trellu : Hortense (depuis la saison 25)
- Hélène Martin : Gladys (saison 21 à 23 et 27)
- Patrice Maktav :  Pierrot, le serveur du bar (saison 5 et 26)
- Swann Dupont : Alice, Copine de Rudy (saisons 18 à 20 et 26)
- Sami Alliot : Sam (saison 5 à 8, 10 à 14 et 24 à 25)
- Fabrice Deville : Arnaud de Wenzel, prince de Botsgornie (saison 20,21, et 26)
- Frantz Maillart : Baptiste, le faux flic (saison 26)
- Sara Zinter : Birdy, sœur de Baptiste et petite-amie de Tim (saison 26)
- Rachel Mouyal : Eva Lenson, la journaliste (saison 24 et 25)
- Cédric Ingard : Sigmunt Carpentier (saisons 22 à 25)
- Jérémy Wulc : Jérémy Vulcain dit, "Jerry", police scientifique (saison 1, 6 à 8, 12, 17 à 22 et 25)
- Pascal Soetens : Pascal Cordier (saisons 22 à 23)
- Peter Lemarque : Voltan (saison 22)
- Sylvain Pierre : le mari de Clémence (saison 23)
- Richard Gallet : Richard Gabot, l'ingénieur du son (saisons 1 à 9, et saison 11 à 21)
- Jacky Jakubowicz : Jacky (saisons 2, 8, 19, 22 et 23)
- Joséphine Stoll : Manon (saisons 22 à 23,24 et 25)
- Jérémy Abitbol : Vincent (saisons 22 à 23)
- Laure Sabardin :  Cherry Pichardeau, la nounou de Fanny saisons 20 à 22)
- Nicolas Da Silva : Juan (saisons 21 à 22)
- Jean-Yves Tual : Yvan, l'informateur d'Ingrid (saisons 17 à 22 et depuis saison 25)
- Jonathan Caillat : Paul de Lalande, premier ministre de Botsgornie (saison 20,21 et 24)
- Pierre Carbonnier : Hervé Moreau (saison 22)
- Cyril Aubin : Le complice de Julio (saison 16) / Johnny (saison 21)
- Charlotte Morel et Julie Morel : Les jumelles Franchon et Franchette (saison 21)
- Émilie Ascensao : Émilie (saisons 22 et 23)
- Ziad Jallad : David Parsky, meilleur attaché de presse (saison 18-21)
- Marlène Rabinel : Sandrine ancienne complice de Tania. (saison 21)
- Enzo Ambrosini : Pablo (saison 21)
- Elina Gaumondie : Fan de Fanny (saison 21)
- Clémence Leray Chéenne : Fan de Fanny(saison 21)
- Cyril Guelle : André(saison 20)
- Charlotte Marzo : Charly cousine de Sylvain (saisons 20 et 21)
- Lisa Bettini : Pamela (saison 20)
- Alba Guilera : Samantha (saison 20)
- Christophe Chalufour : Matthieu, nouveau copain d'Aurélie (saison 20)
- Salomé de Maat : Caroline  (saisons 19 et 20)
- Franck Neel : Frank Nevel, le cousin de José (saison 4 à 5 et 18 à 19)
- Baptiste Nicol : Paco (saison 19)
- Margaux Villard : Margot (saison 19)
- Olivier Kuhn : Louis Deneuve, le procureur (saisons 17 et 19)
- Alix Schmidt : Annie (saison 19)
- Vincent Geirnaert : Patrice, l'ex de Manuela (saison 19)
- Célia Diane : Céline, complice d'Ingrid (saison 18 et 19)
- Alexandra Campanacci : Karine Parsky, la femme de David (saisons 10 à 11, 14, 18 et 19)
- Clémence Camus : Claire Vernon, la policière (saison 18)
- Dan Simkovitch : Rosa Sanchez, la mère d'Hugo (saisons 15 à 16 et saison 18)
- Mélanie Guth : Cécile, petite amie d'Erwan de 43 ans (saisons 2 et 18)
- David Saura : Martin (saisons 15 à 16 et saison 18)
- Alexe Marco : Antoinette Bourgeois, le Juge de police (saison 18)
- Gémi Llyaad : Sheila, la sœur d'Antoine Valès (saison 18)
- Charlène Le Mer : Charlène (saisons 17 et 18)
- Romain Migdalski : Jorge (saison 17)
- Meryl Rakoto : Olivia, la policière et co-détenue de Tania (saison 17)
- Nadège Lacroix : Nadège Girard (saisons 8 et 17)
- Guillaume Tarbouriech : Julot (saisons 16 et 17)
- Arnaud Jouan : Nathan (saison 16)
- Dylan Raffin : Pedro (saisons 16 et 17)
- Yoann Sover : Paul Vauclair (saisons 16 et 17)
- Marie-Céline Courilleaut : Ophélie (saisons 9 à 13 et 16)
- Karim Saison : Arnaud le psy de Laly (saisons 12 à 14 et 16)
- Éric Collado : Julio, le malfrat (saison 16)
- Thierry Liagre : le Père Noël (saison 16)
- Aline Hamou : Tatiana, la sœur de Valentina (saisons 14 à 15)
- Grégory Di Meglio : Bruno  (saison 15)
- Emma Louise Jacquemain : Ninon (saison 15)
- Marine Voyeux : Mélissa (saison 15)
- Raphaël Hidrot : Elvis (saisons 9 à 14)
- Stephen Manas : Stephen (saisons 8, 13 et 14)
- Olivier Quéméner : Olivier Morvan (saisons 6 à 9, 11 à 14, 16 à 17 et 21)
- Nabil Taleb : Sam  (saison 14)
- Fanny Salvat : Caroline (saison 14)
- Miguel Saez : Antonio de Carvalho (saisons 5 à 9 et 13)
- Charlotte Augier : Lisa (saisons 11 à 13)
- Nejma Ben Amor : Sarah (saison 13)
- Jean-Marie Rollin : Jean Marc (saisons 11 à 12)
- Léa Ricklin : Hermione (saisons 8 et 12)
- Antoine Michel : Adrien Nabette (saison 12)
- Laure Duedal : Victoria (saison 12)
- Théo Phan : Yann Gaubert (saisons 1 à 8 et 10 à 11)
- Michel-Victor Guibbert : Erwan Watson (saisons 8 à 11)
- Lace Hoffmann : Manon (saisons 10 et 11)
- Anton Yakovlev : Anton (saisons 10 à 11)
- Macha Orlova : Alexandra (saisons 10 à 11)
- Virginie Caren : Aline Lemercier (saisons 4 et 11)
- Alexa Mariny : Alexa (saisons 10 à 11)
- Gabriel Franceschini : Vladimir (saisons 10 à 11)
- Sara Rose Ange : Émilie (saison 11)
- Grégoire Desfond : Tom (saisons 4 à 8 et 10)
- Édouard Valette : Edouard (saisons 9 à 10)
- Jessica Namyas : Lisa Garnier (saisons 8 à 9)
- Jean-François Lescurat : Richard Corbières (saisons 6 à 9)
- Erwan Trudelle : Manuel Vals (saisons 7 à 9)
- Célyne Durand : Mylène (saisons 2 et 3, 6 à 9)
- Marie Beaujeux : Laura (saisons 6 à 9)
- Antoine Daubenton : Frédéric (saisons 8 à 9)
- Jules Vigneron : David (saison 9)
- Vincent Paillier : Vincent (saison 9)
- Karine Lima : Karine Maison (saisons 6 à 8)
- Renaud Roussel : Daniel Larson (saison 8)
- Leïla Ben Khalifa : Julia / Leïla (saison 8)
- Christophe Beaugrand : Christophe Laidpetit / Majordome Hubert (saison 8)
- Joyce Châtelier-Brunet : Valériane (saisons 6 et 7)
- Camille Fernandes : Léa Werner (saisons 2 et 3, 5 à 7)
- Titouan Laporte : Diego (saisons 3, 5 à 7)
- Anne-Christelle Roussel : Coralie Ferthier (saisons 3, 5 à 7)
- Clément Bernot : Tonio (saisons 1 à 5 et 7)
- Claire Lise Lecerf : Émilie Vargas (saisons 4 à 6)
- Olivier Bénard : Ricardo (saisons 1, 3 et 5)
- François Rocquelin : Aristide (saison 5)
- Nicolas Van Beveren : Antoine Vargas (saisons 2 à 4)
- Lucile Marquis : Chrystale Cardonni (saisons 1, 2 et 4)
- Annette Schreiber : Cynthia Sharks (saison 3)
- Sébastien Courivaud : Sébastien (saison 3)
- Antoine Berry Roger : Franck Dejeune (saisons 1 et 2)
- Arthur Molinier : Rodolphe (saisons 1 et 2)
- Augustin Aubé : Julien (saisons 1 et 2)
- Alain Deloche : Le professeur, Alain Deloche (saison 1)
- Franck Messica : Le Docteur Daniel Denak (saison 27)
- Flavien Dareau : Brice (saison 7)
- Audrey Pouffer : Farah Deutch (saison 7)
- Margaux Gueunier : Jade Gillet (saison 7)
- Régine Blaess : Marthe Duflot (saison 2)
- Nicolas Estello : Manuel Velberde (saison 18)
- Émilie Hantz : Paola (saison 5)
- Margaux Van Den Plas : Noémie (saison 1)
- Alyzée Costes : Jennifer (saison 5)
- Jeupeu : Fred (saison 1)
- José Fumanal : Hugo (saison 1)
- Stella Rocha : Esmeralda (saison 1)
- Yannick Debain : Philippe Daubigney (saisons 1 et 2)
- Marie Chevalier[35] : Claude, la femme de François (saison 2)/Sabine (saison 35)
- Donat Guibert : Mathieu Vinclert (saison 1)
- Marc Boye : David (saisons 1 et 2)
- Laura Genovino : Léa Werner (saison 1)
- Philippe Phaeton De Lasserre : Khalil (saison 3)
- Julien Leglise : Braqueur d'Anton (saison 11)
- Grégory Kristoforoff : Homme de main de Big Shake (saison 22)
- Norbert Haberlick : Dans son propre rôle (saison 13)
- Fabien Jegoudez : L'agresseur d'Antoine et Chloé  (saisons 3 et 4)
- Emmanuel Geffriaud : Boris (saison 2)
- Lionel Delcroix : Lionel Delacroix (saison 14)
- Romain T : Kurt, le copain de Chloé (saison 22)
- David Le Rheun : Dr Troller (saison 8)
- Aurélien Chaussade : Jean-Luc "Lucky" Charlier (saison 14)
- Jean-Luc Tartes : L'homme fou (saison 10)
- Alan Sorano : Loulou (saison 7)
- Guillaume Faure : Ingénieur du son au studio(saison 6)
- Arthur Lieber : Un pote de Chloé(saison 6)
- Brian Torres : Samuel (saison 14)
- Fabien Cecchini : Luigi Riina (saison 23)
- Roman Suarez-Pazos Un bras droit de Luigi Riina (saison 23)

## Générique
La chanson du générique est interprétée par Hélène Rollès qui retrouve sa place d'interprète du générique, comme ce fut le cas pour les séries Hélène et les Garçons et Le Miracle de l'amour (le générique des Vacances de l'amour était interprété par Manuela Lopez).
- La saison 7 marque un changement sur le générique de fin, la chanson d'Hélène est remplacée par L'amour destructeur extrait du premier album d'Elsa Esnoult.
- À partir de la saison 10, le générique de fin reprend avec la musique d'Hélène Rollès.
- La saison 12 marque de nouveau un changement sur le générique de fin puisque la chanson d'Hélène Les Mystères de l'amour est remplacée par Effacer le passé, une chanson extraite du neuvième album d'Hélène Rollès, sorti le 3 juin 2016.
- Au cours de la saison 14, le générique de fin change de nouveau, puisque Elsa Esnoult revient aux commandes et sa chanson J'voudrais y croire encore succède ainsi à la chanson d'Hélène Rollès, Effacer le passé.
- Durant la saison 15, le générique de fin est une nouvelle fois modifié. Ainsi, J'voudrais y croire encore est remplacée par la reprise de la chanson d' Emmanuelle Mottaz, Parce que c'est toi interprétée toujours par Elsa Esnoult. Cette reprise est issue, tout comme J'voudrais y croire encore, du deuxième album d'Elsa Esnoult, sorti fin novembre 2016. Au début de la saison 17, un nouveau changement s'effectue dans le générique de fin. La chanson Parce que c'est toi d'Elsa Esnoult sera remplacée par Je pars, toujours interprétée par Elsa Esnoult et issue du même album.
- Enfin, la musique du générique de fin est remplacée en milieu de saison 17 avec "Tu m'as donné", extrait du troisième album d'Elsa Esnoult. À partir du quinzième épisode de la saison 18, Le crime de s'aimer, issue du troisième album d'Elsa Esnoult, succède à Tu m'as donné pour le générique de fin. Au cours de la saison 19, Parce que c'était écrit comme ça version Elsa Esnoult, qui figure également sur son troisième album, succède à Le crime de s'aimer.
- Au cours de la saison 20, Androgyne issu du quatrième album d'Elsa Esnoult, remplace Parce que c'était écrit comme ça version Elsa Esnoult, lors du générique de fin. Au cours de la saison 21, Le droit d'aimer issu du quatrième album d'Elsa Esnoult, succède à Androgyne pour le générique de fin. Au début de la saison 22, Le droit d'aimer est remplacé par Et dans la nuit j'ai prié , issu du quatrième album d'Elsa Esnoult lors du générique de fin. A l'aube de la saison 23, Dans le miroir issu du quatrième album d'Elsa Esnoult, remplace Et dans la nuit j'ai prié, pour le générique de fin.
- Au cours de la saison 24,Mon premier Noël avec toi extrait de l'album de Noël d'Elsa Esnoult, succède à Et dans la nuit j'ai prié, pour le générique de fin, le temps des fêtes de Noël.
- A la fin de la saison 24, La belle histoire issue du cinquième album d'Elsa Esnoult, remplace Mon premier Noël avec toi lors du générique de fin. Au début de la saison 25, La belle histoire est remplacé par Moi j'écrirai ton nom, issue du cinquième album d'Elsa Esnoult pour le générique de fin. Au début de la saison 26, Moi j'écrirai ton nom est remplacé par Permis d'aimer, issue du cinquième album d'Elsa Esnoult pour le générique de fin.
- Le milieu de la saison 26 marque un changement notable sur le générique de fin puisque Permis d'aimer, issue du cinquième album d'Elsa Esnoult est remplacée par Un amour extrait du dixième album d'Hélène Rollès. Hélène Rollès succède donc à Elsa Esnoult et reprend sa place d'interprète historique pour le générique de fin.
- La fin de la saison 26, marque de nouveau un changement marquant sur le générique de fin puisque Un amour extrait du dixième album d'Hélène Rollès est remplacée par Souviens-toi issue du cinquième album d'Elsa Esnoult. Elsa Esnoult succède donc à Hélène Rollès et reprend les commandes pour interpréter le générique de fin.

## Logo

Ancien logo de la série (saisons 1 à 6)
Ancien logo de la série (saisons 7 à 12)
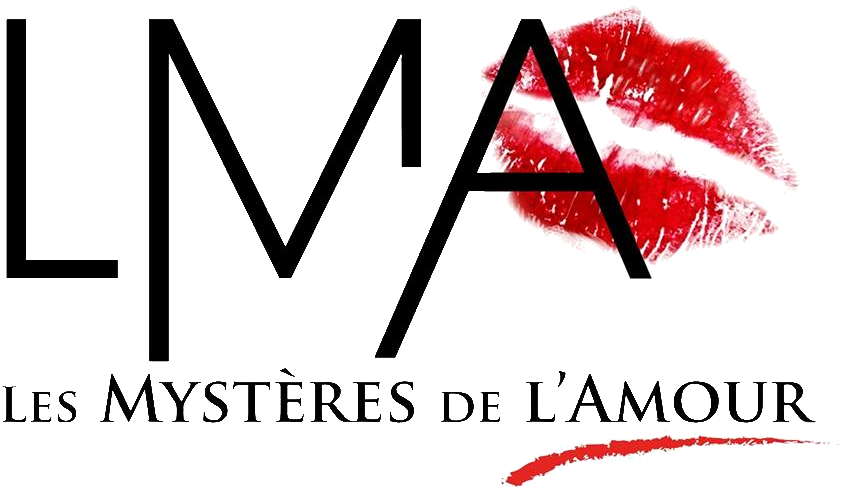
Ancien logo de la série (saisons 13 à 15)
Actuel logo de la série (depuis la saison 15)

## Commentaires
- Le premier épisode de la série a été diffusé le 12 février 2011, sous la forme d'un double-épisode de 70 minutes. Bénéficiant d'une large promotion et grâce à des fans qui attendaient une suite à la franchise, le premier épisode a rencontré le succès en rassemblant 530 000 téléspectateurs pour 4,5 % de part de marché[réf. nécessaire].
- La diffusion du troisième épisode de la saison 4 a été l'objet d'une polémique surnommée Annettegate (en référence au fameux Watergate), qui a débuté sur Twitter avant d'être relayée par de nombreux médias[36],[37],[38]. Cette a polémique est née à cause d'une scène où on peut voir Roger et Annette dans le même lit.
- La diffusion du sixième épisode de la saison 5 a fait l'objet également d'un énorme buzz, qui a débuté sur Twitter, avant d'enflammer les autres réseaux sociaux, et avant d'être relayé par les nombreux médias[39],[40],[41]. Cette polémique est née à cause d'une scène où on peut voir Nicolas et José dans le même lit, discutant de la relation sexuelle qu'ils venaient d'avoir.
- Lors de la saison 10, plusieurs personnages principaux disparaissent ou reviennent dans un rôle récurrent et quittent ainsi la distribution principale tel qu'Étienne (Fabrice Josso), Nicky (Valentin Byls) et Léa (Manon Schraen). Cependant, les personnages de Chloé (Marion Huguenin) et de Jimmy (Tom Schacht) qui avaient perdu leur statut régulier lors de la précédente saison, réapparaissent de nouveau dans le générique. D'autres personnages principaux comme Jeanne (Isabelle Bouysse), et Fanny (Elsa Esnoult), quittent la série ainsi que les personnages récurrents de Mylène (Célyne Durand), Frédéric (Antoine Daubenton), Ingrid (Carole Dechantre), Ève (Ève Peyrieux) et Éric Favat (Allan Duboux)[42].
- La série fait de nombreux liens avec les précédentes séries créées par Jean-Luc Azoulay (essentiellement dans les années 1990). Des personnages apparaissent, d'autres sont évoqués, en lien avec Le Miel et les Abeilles ou Les Filles d'à côté, par exemple. Mais certains dialogues et situations peuvent également faire des clins d'œil à ces séries en tant que telles. Par exemple, alors qu'il est à l'hôpital, le personnage de Nicolas regarde un épisode des Filles d'à côté à la télévision (saison 23, épisode 4).

## Jeux mobile
Le 20 avril 2018, JLA Games lance Les Mystères de l'amour : le jeu pour IOS et Android. Il s'agit d'une suite de mini-jeux, dans un concept proche de Candy Crush (déplacer des cœurs pour faire des groupes de la même couleur) dans un univers censé représenter Love Island. Les avatars dessinés d'Hélène, Nicolas, Fanny et Bénédicte apparaissent pour guider les joueurs.
Un deuxième jeu est lancé en mai 2019. Dans Les Mystères de l'amour 2, les joueurs se retrouvent dans la maison de campagne, guidés par Hélène, Nicolas, Fanny ou Christian.

## Nominations et récompenses
| Année | Prix                         | Nommé(s)                            | Concours           | Résultat   |
| ----- | ---------------------------- | ----------------------------------- | ------------------ | ---------- |
| 2016  | Meilleur acteur              | Serge Gisquière                     | Soap Awards France | Lauréat    |
| 2016  | Meilleure actrice            | Laure Guibert                       | Soap Awards France | Lauréat    |
| 2016  | Méchant de l'année           | Johanna (Rochelle Redfield)         | Soap Awards France | Nomination |
| 2016  | Meilleure nouveau personnage | Jean-Baptiste Sagory                | Soap Awards France | Nomination |
| 2016  | Meilleur couple              | Hélène et Peter                     | Soap Awards France | Lauréat    |
| 2016  | Meilleure intrigue           | Johanna détruit Peter               | Soap Awards France | Nomination |
| 2016  | Meilleure scène              | Hélène découvre la sextape de Peter | Soap Awards France | Nomination |
| 2016  | Meilleure série              | Les Mystères de l'amour             | Soap Awards France | Lauréat    |
| 2017  | Meilleur acteur              | Serge Gisquière                     | Soap Awards France | Nomination |
| 2017  | Meilleure actrice            | Hélène Rollès                       | Soap Awards France | Lauréat    |
| 2017  | Méchant de l'année           | Ingrid (Carole Dechantre)           | Soap Awards France | Nomination |
| 2017  | Meilleur nouveau personnage  | Mélanie (Ambre Rochard)             | Soap Awards France | Nomination |
| 2017  | Meilleur couple              | Hélène et Nicolas                   | Soap Awards France | Lauréat    |
| 2017  | Meilleure storyline          | Le retour de Fanny                  | Soap Awards France | Nomination |
| 2017  | Meilleure scène              | Le mariage d'Hélène et de Nicolas   | Soap Awards France | Lauréat    |
| 2017  | Meilleure série              | Les Mystères de l'amour             | Soap Awards France | Lauréat    |